# كولن أوبراين
كولن أوبراين (بالإنجليزية: Colin O'Brien)‏ هو مصور بريطاني، ولد في 8 مايو 1940، وتوفي في 19 أغسطس 2016.